# Hexatoma subpusilla
Hexatoma subpusilla là một loài ruồi trong họ Limoniidae. Chúng phân bố ở miền Cổ bắc.